# Mabian
Mabian, tidigare stavat Mapien, är ett autonomt härad för yi-folket som lyder under Leshans stad på prefekturnivå i Sichuan-provinsen i sydvästra Kina.